# Рума (община)
Рума (серб. Рума) — община в Сербии, входит в Сремский округ.
Население общины составляет 48 621 человек (2022 год). Занимаемая площадь — 582 км², из них 74,2 % используется в промышленных целях.
Административный центр общины — город Рума. Община Рума состоит из 17 населённых пунктов, средняя площадь населённого пункта — 34,2 км².

## Статистика населения общины
| Год  | Население, чел. |
| ---- | --------------- |
| 1991 | 58 805          |
| 2001 | 59 840          |
| 2002 | 60 114          |
| 2003 | 59 928          |
| 2004 | 59 562          |
| 2005 | 59 065          |
| 2006 | 58 459          |
| 2007 | 57 713          |
| 2022 | 48 621          |

## Археология и палеогенетика
У представителей культуры Винча из Gomolava в Хртковци (I0633, I0634, I1131) определены митохондриальные гаплогруппы H, HV, K1a4 и Y-хромосомная гаплогруппа G2a (субклады G2a2a1, G2a2a1a).